# フィダーイー
フィダーイー（アラビア語：فِدَائِيٌّ, fidāʾī ないしは fidāʾiyy）は「自らを犠牲とし身を挺する戦士」という意味のアラビア語由来の名詞。
イスラーム教シーア派のひとつであるイスマーイール派のニザール派における暗殺刺客やパレスチナの解放闘士、各種抵抗運動・民兵組織の戦士を指すなどする。英語圏では複数形である fedayeen（フェダイーン）の表記が用いられている。

## 概要
元となったアラビア語単語はニスバ（関連形容詞などと訳される）と呼ばれる語形の形容詞・名詞である。元となった فِدَاء（fidāʾ, フィダー, 「犠牲、献身」の意）という名詞にニスバ語尾と呼ばれる يّ（-yy）を付して作られたもので、「犠牲の（人）、献身の（人）」という意味を持たされた形となっている。
そこから「イスラームやアッラーのために自らの身と命を犠牲にして戦う者、イスラームとアッラーのために自分の命を捨てて戦うジハード（聖戦）戦士、宗教と唯一神のために死ぬことを承知で無謀とも言える戦いに身を投じる闘士」「（パレスチナといった）祖国のために戦う自己犠牲的な解放闘士」を指すようになった。
アラビア語ではイスラーム教シーア派のひとつであるイスマーイール派のニザール派で暗殺などを担当した刺客・戦士をこの「フィダーイー」と呼ぶが、彼らの別称は西洋において「暗殺者」を指す語の語源になったとされており、英語における assasin（アサシン）と結び付けられている。

## 文法規則によるアラビア語での語形変化・発音・表記

### 単数形と複数形
アラビア語における単数は فِدَائِيّ（fidāʾī, フィダーイー/口語発音：フェダーイー）、複数形は主格が فِدَائِيُّونَ（fidāʾīyūn, フィダーイーユーン/口語発音：フェダーイーユーン）で属格・対格（方言では主格でもこちらの語形が使われる）が فِدَائِيِّينَ（fidāʾīyīn, フィダーイーイーン/口語発音：フェダーイーイーン）となる。
フィダーイー戦士の複数形を表す英単語「fedayeen」（フェダイーン）はこのうち複数形の属格・対格語形が元になっている。

### 発音
語末母音等を省略しない読み方では فِدَائِيٌّ（fidāʾīyun ないしは fidāʾiyyun, フィダーイーユン）、語末母音を省略した文語発音では فِدَائِيٌّ（fidāʾīy ないしは fidāʾiyy, フィダーイーィ）のように読むが、日常会話発音が فِدَائِيٌّ（fidāʾī, フィダーイー）であることから日本語カタカナ表記でもフィダーイーとするのが一般的となっている。
なお口語（方言）だと母音のiがe寄りになった fedāʾī（フェダーイー）になるなどする。

### 英字表記
英字表記（ラテン文字表記）としてはFida'i、Feda'i、Fidai、Fedai、Fiday、Feadyなどが用いられている。

## 漫画のタイトルとして
傭兵である朽木三郎が北アフリカや中近東を舞台に活躍する戦争アクション漫画『フェダーイン:戦士』（たがみよしひさ作）の題名の元にもなった。
タイトルの『フェダーイン』は本項目の関連語である複数形由来の英単語「fedayeen」が由来で、タイトル命名時に日本語で発音しやすいカタカナ表記にされており、いくつかの候補の中からフェダーインが選ばれたという。